# حمله ۲۰۲۴ به حما
حمله ۲۰۲۴ به حما (انگلیسی: 2024 Hama offensive) عملیات نظامی بود که توسط نیروهای دولت نجات سوریه و گروه‌های شورشی تحت حمایت ترکیه از دولت موقت سوریه در جریان حمله مخالفان سوریه در سال ۲۰۲۴، مرحله‌ای از جنگ داخلی سوریه، آغاز شد. این عملیات که توسط فرماندهی عملیات نظامی آغاز شد، در استان حماة انجام شد.
در ۵ دسامبر ۲۰۲۴، نیروهای مخالف حما را تصرف کردند.

## پیشینه
در ۲۷ نوامبر ۲۰۲۴، گروه‌های مخالف سوری به رهبری هیئت تحریر شام حمله‌ای را علیه نیروهای طرفدار دولت در شمال غربی سوریه آغاز کردند. این اولین حمله بزرگ توسط هر جناحی در این درگیری از زمان آتش‌بس ادلب در مارس ۲۰۲۰ بود. این عملیات منجر به تصرف سریع ده‌ها روستا توسط نیروهای مخالف و تضعیف قابل توجه دفاع طرفداران دولت شد. به گفته دیدبان حقوق بشر سوریه، این امر باعث جابجایی برخی از جمعیت به سمت شهرهای مختلف سوریه، از جمله حما، شد.
شهر حما شهری استراتژیک است که خطوط تدارکاتی به دژهای ساحلی وفاداران داشت و نزدیک به مناطقی است که علوی‌ها در آن ساکن هستند و در گذشته عمدتاً از دولت اسد حمایت می‌کردند. علاوه بر این، این شهر به عنوان نقطه اتصال هر چهار منطقه اصلی سوریه: شمال، جنوب، شرق و غرب عمل می‌کند. این شهر خطوط تدارکاتی و ترانزیتی حیاتی بین دمشق و حلب را به هم متصل می‌کند.